# Valeriana subsessilifolia
Valeriana subsessilifolia är en kaprifolväxtart som beskrevs av Hong De-Yuan. Valeriana subsessilifolia ingår i släktet vänderötter, och familjen kaprifolväxter. Inga underarter finns listade i Catalogue of Life.